# هومبرتو ماسکیو
هومبرتو ماسکیو (به ایتالیایی: Humberto Maschio) (۲۰ فوریه ۱۹۳۳ – ۲۰ اوت ۲۰۲۴) بازیکن فوتبال در پست های مهاجم و هافبک اهل ایتالیا بود.

## تیم ملی
از سال ۱۹۶۲ میلادی عضو تیم ملی فوتبال ایتالیا بوده و در ۲ بازی ملی حضور داشته‌است. او در بازی‌های ملی‌اش گلی به ثمر نرساند.
هومبرتو ماسکیو آخرین بازی ملی خود را در سال ۱۹۶۲ میلادی انجام داد.